# Alex Watson (Fußballfunktionär)
Alexander „Alex“ Watson (* um 1860 in Birmingham; † unbekannt) war ein englischer Fußballfunktionär und zweiter Secretary-Manager von Birmingham City.
Watson war der Sohn eines erfolgreichen Birminghamer Geschäftsmanns, in dessen Unternehmen er auch arbeitete. Watson unterstützte den Fußballklub Birmingham City bereits seit seiner Gründung 1875. 1908 übernahm er den Posten des Secretary-Managers (entspricht etwa einem Sportdirektor) von Alfred Jones, als Birmingham aus der First Division in die Second Division abgestiegen war. In dieser Funktion war er hauptsächlich für die alltäglichen administrativen Aufgaben verantwortlich und gehörte zum fünfköpfigen Vereinskomitee, das über die Mannschaftsaufstellung entschied. Die alltägliche Trainingsleitung oblag hingegen einem Übungsleiter oder den Führungsspielern. 
Nach dem 11. Platz in der Second Division 1908/09 endete die Saison 1909/10 auf dem letzten Tabellenplatz. Dadurch war man gezwungen, sich für die weitere Ligazugehörigkeit zur Wiederwahl zu stellen und erhielt dabei mit 30 Stimmen die meisten aller Bewerber, während der Tabellenvorletzte Grimsby Town (12 Stimmen) durch Huddersfield Town (26 Stimmen) ersetzt wurde. Das schlechte sportliche Abschneiden machte sich auch in nachlassenden Zuschauerzahlen bemerkbar, die von 15.473 (1907/08) und 10.607 (1908/09) auf 8.921 Zuschauer in der Saison 1909/10 fielen. Zur Spielzeit 1910/11 wurde Watson durch den ehemaligen Spieler Bob McRoberts abgelöst, der zum ersten Manager in der Klubgeschichte wurde.